# (1229) Tilia
(1229) Tilia est un astéroïde de la ceinture principale extérieure découvert le 9 octobre 1931 par l'astronome allemand Karl Wilhelm Reinmuth. Le lieu de découverte est Heidelberg (024). Sa désignation provisoire était 1931 TP1.
Les premières lettres des planètes mineures 1227 à 1234 (GSTRACKE), toutes découvertes par Reinmuth, forment le nom de Gustav Stracke, un astronome et calculateur d’orbite allemand, qui avait demandé qu’on ne donnât pas son nom à une planète. Ainsi, Reinmuth lui rendit hommage, tout en respectant sa volonté.